# کونراد هومفلد
کونراد هومفلد (انگلیسی: Conrad Homfeld؛ زادهٔ ۲۵ دسامبر ۱۹۵۱) سوارکار اهل ایالات متحده آمریکا بود.
وی در مسابقات کشوری و بین‌المللی در مجموع برندهٔ ۱ مدال طلا، ۱ مدال نقره شده‌است. او در ۱۹۸۰ و ۱۹۸۵ در فینال جام جهانی برنده شد. در بازی‌های المپیک ۱۹۸۴ و مسابقات جهانی ۱۹۸۶، هومفلد مدال نقره انفرادی را کسب کرد و به ایالات متحده کمک کرد تا مدال طلا را کسب کند. در سال ۱۹۸۶ نیز در فینال جام جهانی مدال برنز کسب کرد. پس از کناره‌گیری از رقابت، هومفلد توجه خود را به آموزش سواران و اسبها و طراحی دوره معطوف کرد و سرانجام به عنوان طراح دوره USEF سال شناخته شد.